# Slag bij Bronkhorstspruit
De Slag bij Bronkhorstspruit luidde het begin in van de Eerste Boerenoorlog. Het gevecht vond plaats op 20 december 1880 bij de rivier Bronkhorstspruit, vlak bij het gelijknamige dorp Bronkhorstspruit.

## Achtergrond
Op 12 april 1879 werd de Boeren-Transvaalrepubliek formeel geannexeerd door de Britse regering. Het besluit werd genomen op grond van het faillissement van Transvaal, en werd verondersteld te worden gesteund door ten minste enkele van de burgers waaruit het mannelijke electoraat bestond. In feite was de meerderheid van de kiesgerechtigden in Transvaal tegen de annexatie, zoals blijkt uit een verzoekschrift van 6.000 op een totaal aantal van 8.000 burgers. Alleen de overwegend Britse commerciële gemeenschap van Pretoria was van harte voorstander van deze maatregel.
Tegen het einde van 1879 had de eliminatie van de Zoeloe- en Bapedi-dreigingen elke tolerantie weggenomen die de meerderheid van de Boerenbevolking had voor de beschermende aanwezigheid van Britse troepen en bestuurders in Transvaal. Er werden demonstraties gehouden tegen wat als een ongerechtvaardigde en onnodige bezigheid werd beschouwd. In maart 1880 had de verkiezing van een nieuwe liberale regering in Londen, waarvan bekend was dat ze zich verzette tegen de annexatie en de vermindering van het Britse garnizoen tot twee infanteriebataljons, de onrust in Transvaal doen afnemen. Premier William Ewart Gladstone, die zich met Ierse en andere kwesties bezighield, had echter de Boerenleider Paul Kruger laten weten dat "de koningin niet kan worden geadviseerd haar soevereiniteit over Transvaal op te geven". Op 13 december 1880 kwamen 4000 Boerenburgers onder leiding van Paul Kruger en Piet Joubert in Pretoria bijeen om het herstel van de Republiek te vorderen.
Het kleine Britse militaire detachement en regeringskantoor in Pretoria was nu omsingeld door gewapende Boeren, net als de andere verspreide garnizoenen in Transvaal. Het grootste deel van de 94th Foot werd opgeroepen vanuit Lydenburg om Pretoria en de Britse Transvaal Administrator kolonel O. Lanyon daar te beveiligen.

## De slag
Op 20 december 1880 marcheerde een colonne Britse soldaten, bestaande uit zes officieren en 246 manschappen van het 94th Regiment, evenals 12 manschappen van het Army Service Corps en vier van het Army Hospital Corps, op de weg van Lydenburg naar Pretoria, toen zo'n 250 Boeren uit Transvaal aan de linkerkant van de colonne verschenen. Gebruikmakend van de beperkte dekking, waren de Boeren tot op 200 meter van de Britten gekropen die opvielen in hun scharlaken tunieken en witte helmen.
Luiternant-kolonel Philip Robert Anstruther had de opdracht gekregen zijn troepen naar Pretoria te brengen vanwege de onrust onder de Boeren, maar hij had geen bericht gekregen over enige oorlogsverklaring of onafhankelijkheid. Een Iers regiment, de 94th Foot, was onlangs nog opgetreden tegen de Zoeloes in de Slag bij Ulundi en de Bapedi-leider Sekukini. De achterzij van de colonne bevatte wagens en karren die de families en bagage van de troepen droegen.
Een Boerenboodschapper, Paul de Beer, die goed Engels sprak, naderde het hoofd van de colonne onder een vlag van wapenstilstand en met een brief, Hij informeerde luitenant-kolonel Anstruther dat zijn mannen binnen een paar minuten zouden schieten als de volgende instructie niet werd opgevolgd. Deze instructie kwam van het driemanschap dat de onafhankelijkheid van de Zuid-Afrikaanse Republiek aan de Britse regering had verklaard. Anstruther weigerde zich echter terug te trekken. "Ik ben op weg naar Pretoria en ik ga naar Pretoria.". Hij gaf opdracht om munitie uit de begeleidende ossenkarren te halen. De Boeren openden het vuur, om 12.30 uur, voordat Anstruther zijn colonne in formatie kon brengen. De Beer had Anstruther zes minuten de tijd gegeven, maar een aantal Boeren begon al eerder te schieten.
Binnen 15 minuten waren alle officieren gedood of gewond en de paarden en ossen die de huifkarren aan de voor- en achterkant van de colonne trokken, werden ook gedood. Hierdoor werd elke beweging geblokkeerd. Door de plotselinge en agressieve aard van de aanval, werd luitenant-kolonel Anstruther dodelijk gewond. Hij gaf al snel het bevel zich over te geven. Bij een actie van slechts 15 minuten werden 156 Britse soldaten gedood of gewond, terwijl de rest gevangen werd genomen. Gerapporteerde Boeren-slachtoffers waren slechts twee doden en vijf gewonden.
Anstruther zou op 26 december overlijden na de amputatie van zijn gewonde been.

## Nasleep
Hoewel het ging om slechts een relatief kleinschalige ontmoeting in de Slag om Bronkhorstspruit - met de nederlaag van een ervaren troepenmacht - had het een ernstige impact op het Britse militaire prestige. Het werd bovendien gevolgd door Britse tegenslagen bij Laing's Nek (28 januari 1881) en Ingogo (8 februari 1881), en  eindigde ten slotte met de grote nederlaag in de Slag bij Majuba op 27 februari 1881. Op 6 maart 1881 werd een wapenstilstand gesloten met Transvaal, waarmee een einde kwam aan de Eerste Boerenoorlog. Hoewel Transvaal de Britse heerschappij accepteerde (later herroepen), bereikte de Republiek toch haar onafhankelijkheid.
Bronkhorstspruit · Laingsnek · Ingogo · Majuba